# Öljehults församling
Öljehults församling var en församling i Karlskrona-Ronneby kontrakt, Lunds stift och Ronneby kommun. Församlingen uppgick 2006 i Ronneby församling
Församlingskyrka var Öljehults kyrka.

## Administrativ historik
Församlingen bildades 4 maj 1859 genom en utbrytning ur Bräkne-Hoby församling. Mellan 1859 och 1961 ingick församlingen Bräkne-Hoby pastorat för att 1962 ingå i Backaryds pastorat.
Församlingen uppgick 1 januari 2006 i Ronneby församling.
Församlingskod var 108104.

## Komministrar
| Ämbetstid  | Namn                       | Levnadstid |
| ---------- | -------------------------- | ---------- |
| 1955–1962  | Lars Emil Nilsson          | 1911–2003  |
| 1940- 1954 | Harry Lundqvist            | 1907–1997  |
| 1927–1940  | Henning Svensson           | 1897–1949  |
| 1921–1926  | Elis Magni Andersson       | 1889–      |
| 1916–1920  | Edvard Åkesson             | 1890–1968  |
| 1911–1915  | Gustaf Adolf Svensson      | 1876–      |
| 1909–1911  | Gustaf Lundgren            | 1882–1968  |
| 1894–1908  | Nils Ragnar Fjellander     | 1865–1938  |
| 1890–1894  | Johan Wilhelm Ono Lundgren | 1855–      |
| 1874–1890  | Magnus Brorströms          | 1844–1907  |
| 1866–1870  | Sven Malmborg              | 1816–1886  |
| 1860–1865  | Per Rönbeck                | 1824–1895  |

## Organister
| Ämbetstid             | Namn                         | Levnadstid | Övrigt       |
| --------------------- | ---------------------------- | ---------- | ------------ |
| 1927-(åtminstone)1941 | Hugo Einar Karlén            | 1901–1985  |              |
| 1889–1927             | Johannes Fredrik Liljestrand | 1867–      |              |
| 1882–1888             | Per Henrik Rylander          | 1856–      |              |
| 1881                  | Elof Johannesson Strandberg  | 1860–      | Vikarierande |
| 1853–1880             | Sven Gustaf Liljeström       | 1834–1880  |              |
| 1842–1853             | Gustaf Wiberg                |            |              |
| 1838–1842             | Lars Hjortsberg              |            |              |